# 카스텔마뇨 치즈
카스텔마뇨(이탈리아어: Castelmagno)는 원산지 명칭 보호 대상 치즈로 이탈리아 북서쪽 지방, 특히 피에몬테주에서 널리 생산된다. 카스텔마뇨는 1277년부터 만들어졌다고 기록되어 있으나 그 시초는 훨씬 전인 것으로 추정된다. 원산지로 인정되는 곳은 카스텔마뇨, 프라드레베스 등지이다.
완전 부드럽거나 완전히 딱딱하지는 않으며 피에몬테 주에서 사육되는 소의 젖으로만 만든다. 때에 따라서는 양이나 염소 젖을 첨가하기도 한다. 현지에서는 퐁듀로 만들어 먹거나 쌀, 파스타, 폴렌타 등의 재료로 쓰기도 한다.

## 같이 보기
- 중세 요리